# Промышленность России
Промышленность России — крупная отрасль российской экономики. Доля промышленности в ВВП России — 32,4 % (2017 год). Доля занятого населения в промышленности — 27,6 % (2016 год).
Доля обрабатывающих производств в российском промышленном производстве в 2007 году составляла 66 %. Объём валовой добавленной стоимости в обрабатывающих производствах — 5,1 трлн руб (2009 г.).
Объём продукции в обрабатывающих производствах — 13,6 трлн рублей (2009 г.).
Инвестиции в капитал в обрабатывающих производствах — 1,37 трлн рублей (2008 г.).

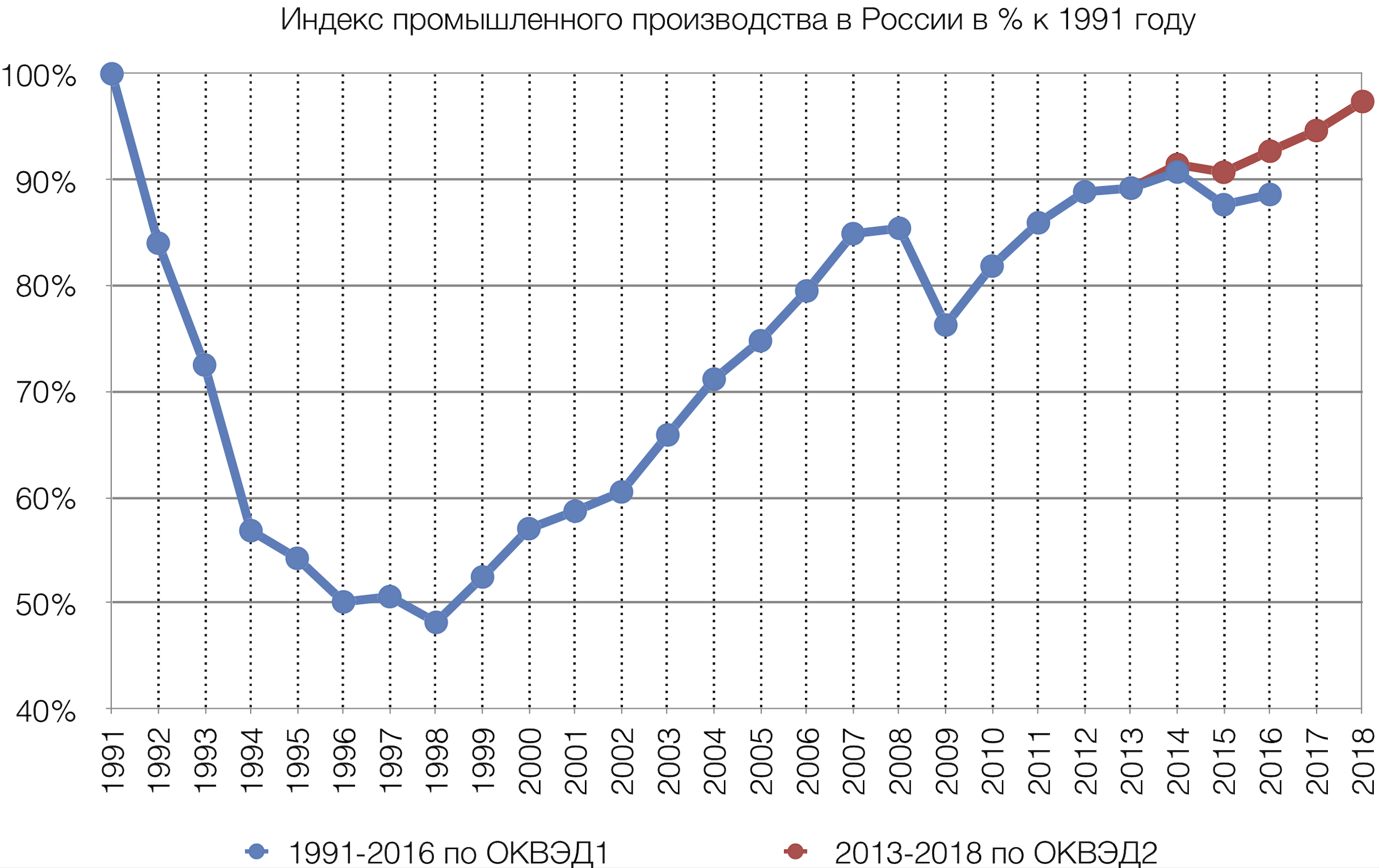
Динамика индекса промышленного производства в России в 1991—2018 годах, в процентах от уровня 1991 года

Динамика индекса обрабатывающих производств в России в 1991—2009 годах, в процентах от уровня 1991 года

Средняя номинальная заработная плата в обрабатывающих производствах — 46 510 руб./мес. (2020). В 2020 году среднегодовая численность занятых в промышленных производствах России составляла 13,1 млн человек.

## История
По итогам первого квартала 2010 года, по темпам роста промышленного производства (5,8 %) Россия вышла на 2-е место среди стран «Большой восьмёрки», уступив только Японии.
В 2018 году рост промышленного производства составил 2,9 %. В феврале 2019 года после трёх месяцев поступательного замедления рост промышленного производства в России резко ускорился, составив, по данным Росстата, 4,1 % в годовом выражении, что на треть больше, чем в феврале предшествующего года.
Весной 2020 года наблюдалось сокращение промышленного производства. В мае уровень промышленного производства сократился на 9,6 % в сравнении с маем 2019 года. Это максимальный уровень падения за 11 лет, с 2009 года. Сложившаяся ситуация была вызвана ограничениями на работу предприятий и другими мерами, которые были введены с целью предотвращения распространения коронавирусной инфекции.
По итогам 2023 года рост промышленного производства в РФ составил 3,5 %. 60 % регионов страны увеличили свои показатели в этой сфере. Рост обрабатывающего производства по стране составил 7,5 %. По данным индекса S&P, самыми быстрыми темпами с 2006 года российская промышленность росла в марте 2023 года. В данный период этот показатель увеличился с 54,7 до 55,7 пункта.
В 2024 году, по данным Росстата, производство в РФ увеличилось на 4,6 %. Наибольший рост был зафиксирован в обрабатывающей промышленности — на 8,5%. Машиностроительный комплекс, обеспечив 40% совокупного роста и выпуска, внес основной вклад в эту динамику. По отраслям наибольшие темпы роста в 2024 году были зафиксированы в производстве готовых металлических изделий – 35% ; прочих транспортных средств – 29,6%; выпуск компьютеров, электронных и оптических изделий – на 28,8%; производство лекарств и медизделий – на 18%; автотранспортных средств – на 16,5%.

## Добывающая промышленность
В России добываются многие виды минерального сырья: нефть, природный газ, уголь, железная руда, апатиты, калийные соли, фосфориты, алмазы и др.
Объём валовой добавленной стоимости в добыче полезных ископаемых — 3,1 трлн руб (2009 г.).
Объём продукции в добыче полезных ископаемых — 4,95 трлн рублей (2009 г.).
Объём продукции в добыче урановой и ториевой руд — 8,11 млрд рублей (2009 г.).
Доля добывающей промышленности в ВВП России — 11,54 % (2018 г.).
Средняя номинальная заработная плата в сфере добычи полезных ископаемых — 80 838 руб/мес (2018).
Средняя начисленная заработная плата в сфере добычи полезных ископаемых (кроме топливно-энергетических) — 25 361 руб/мес (март 2010).
Инвестиции в основной капитал в добыче полезных ископаемых — 1,23 трлн рублей (2008 г.).

### Топливно-энергетические полезные ископаемые
Основным районом добычи нефти и природного газа является Западная Сибирь.
Объём продукции в добыче топливно-энергетических полезных ископаемых — 4,42 трлн рублей (2009 г.).
В 2009 году в России было добыто 494 млн тонн нефти (2-е место в мире), что на 1,2 % выше уровня 2008 года.
В 2009 году в России было добыто 582 млрд кубометров природного газа.
Средняя начисленная заработная плата в сфере добычи топливно-энергетических полезных ископаемых — 47 559 руб/мес (март 2010).
Инвестиции в основной капитал в добыче топливно-энергетических полезных ископаемых — 1,12 трлн рублей (2008 г.).

### Металлические руды
Районы добычи железной руды: Курская магнитная аномалия, месторождения Урала, Западной Сибири и др.
Средняя начисленная заработная плата в сфере добычи металлических руд — 28 532 руб/мес (март 2010).
Объём продукции в добыче урановой и ториевой руд — 334 млрд рублей (2009 г.).

## Металлургия

Производство стали в России в 1992—2008 годах, в млн тонн

Объём продукции в металлургическом производстве — 1,87 трлн рублей (2009 г.).
Инвестиции в основной капитал в металлургическом производстве — 280 млрд рублей (2008 г.).
Средняя номинальная заработная плата в металлургическом производстве — 49 239 руб/мес (2018).

### Чёрная металлургия

Динамика производства стальных труб в России в 1992—2008 годах, в млн тонн

Доля чёрной металлургии в объёме промышленного производства России составляет около 10 %. В состав чёрной металлургии входит более 1,5 тыс. предприятий и организаций, 70 % из них — градообразующие, число занятых — более 660 тыс. человек.
Более 80 % объёма промышленного производства чёрной металлургии России приходится на 9 крупных компаний: «Евраз», «Северсталь», «Новолипецкий металлургический комбинат», «Магнитогорский металлургический комбинат», «УК Металлоинвест», «Мечел», «Трубная металлургическая компания», «Объединённая металлургическая компания», «Группа ЧТПЗ».
Объёмы производства основных видов продукции чёрной металлургии в 2006 году превысили показатели начала 1990-х годов. В 2000—2007 годах выросли объёмы производства стали и сплавов, что произошло благодаря опережающему развитию современных передовых методов, в частности, электросталеплавильного производства. В 2000—2008 годах были введены в действие мощности по производству стали на 6,7 млн тонн, по производству готового проката чёрных металлов — на 4,3 млн тонн, по производству стальных труб — на 780 тыс. тонн.
В 2007 году производство проката чёрных металлов составило 59,6 млн тонн. По данным на 2008 год, Россия занимала 4 место в мире по производству стали (72 млн тонн в год) и 3 место в мире по экспорту стальной продукции (27,6 млн тонн в год).
С 2000 по 2007 годы производство труб в России выросло в 2,7 раза. В последние годы в модернизацию российской трубной промышленности было вложено около 8 млрд $, был освоен выпуск новых видов продукции, повысилось качество. К 2010 году около 40 % труб в России выпускалось на новом оборудовании.

### Цветная металлургия

Надеждинский металлургический завод (Талнах), принадлежит ПАО «ГМК Норильский никель»

По данным на 2010 год, доля цветной металлургии в российском ВВП — 2,6 %, в промышленном производстве — 10,2 %.
Алюминиевая промышленность (датой рождения алюминиевой промышленности России считается 14 мая 1932 года)
Российские производители цветных металлов:
- Российский алюминий — крупнейший в мире производитель алюминия и глинозёма[24][25].
- Норильский никель — крупнейший в мире производитель никеля и палладия[26].
- ВСМПО-АВИСМА — крупнейший в мире производитель титана[27].
- Новосибирский оловянный комбинат — единственный в СНГ производитель олова и его сплавов[25].
- Гайский завод по обработке цветных металлов» (Гай)
- Уральская горно-металлургическая компания (Верхняя Пышма)
- Завод припоев и сплавов (Рязань)
- Каменск-Уральский завод по обработке цветных металлов (Каменск-Уральский)
- Каменск-Уральский металлургический завод (Каменск-Уральский)
- Кировский ЗОЦМ (Киров)
- Кольчугинский ЗОЦМ (Кольчугино)
- Красный выборжец (Санкт-Петербург)
- Московский ЗОЦМ (Москва)
- Надвоицкий алюминиевый завод (Республика Карелия) (закрыт)
- Новгородский металлургический завод (Великий Новгород)
- Новороссийский завод цветных металлов
- Ступинская металлургическая компания (Ступино)
- Электроцинк (Владикавказ)
- Уральская горно-металлургическая компания (Ревда)
- Рязцветмет (Рязань)
- Туимский завод цветных металлов (Хакасия)

## Машиностроение

Динамика индекса производства машин и оборудования в России в 1991—2009 годах, в процентах от уровня 1991 года

Динамика индекса производства электрооборудования, электронного и оптического оборудования в России в 1991—2009 годах, в процентах от уровня 1991 года

| Компания     | Доходы, млн $ | Прибыли, млн $ |
| ------------ | ------------- | -------------- |
| АвтоВАЗ      | 5570,3 (16)*  | 160,2 (37)     |
| Группа "СОК" | 1705,6 (33)   | —              |
| АХК Сухой    | 1496,9 (37)   | 84,4 (63)      |
| КамАЗ        | 1612,7 (35)   | 7,3            |

*В скобках указана позиция в общем рейтинге по показателю.
Объём продукции в производстве электрооборудования, электронного и оптического оборудования — 822 млрд рублей (2009 г.), в том числе в:
- производстве офисного оборудования и вычислительной техники — 39,4 млрд рублей;
- производстве электрических машин и электрооборудования — 324 млрд рублей;
- производстве электронных компонентов, аппаратуры для радио, телевидения и связи — 195 млрд рублей;
- производстве оптических приборов, фото- и кинооборудования, часов, медицинских изделий, средств измерений, контроля, управления и испытаний — 264 млрд рублей.

Объём продукции в производстве транспортных средств и оборудования — 1,10 трлн рублей (2009 г.), в том числе в:
- производстве автомобилей, прицепов и полуприцепов — 499 млрд рублей;
- производстве судов, летательных и космических аппаратов и прочих транспортных средств — 603 млрд рублей.

Инвестиции в основной капитал в производстве машин и оборудования — 77 млрд рублей (2008 г.).
Инвестиции в основной капитал в производстве электрооборудования, электронного и оптического оборудования — 43 млрд рублей (2008 г.).
Инвестиции в основной капитал в производстве транспортных средств и оборудования — 102 млрд рублей (2008 г.), в том числе в:
- производстве автомобилей, прицепов и полуприцепов — 68 млрд рублей;
- производстве судов, летательных и космических аппаратов и прочих транспортных средств — 34 млрд рублей.

Средняя начисленная заработная плата в производстве машин и оборудования — 19 057 руб/мес (март 2010).

### Оборонно-промышленный комплекс

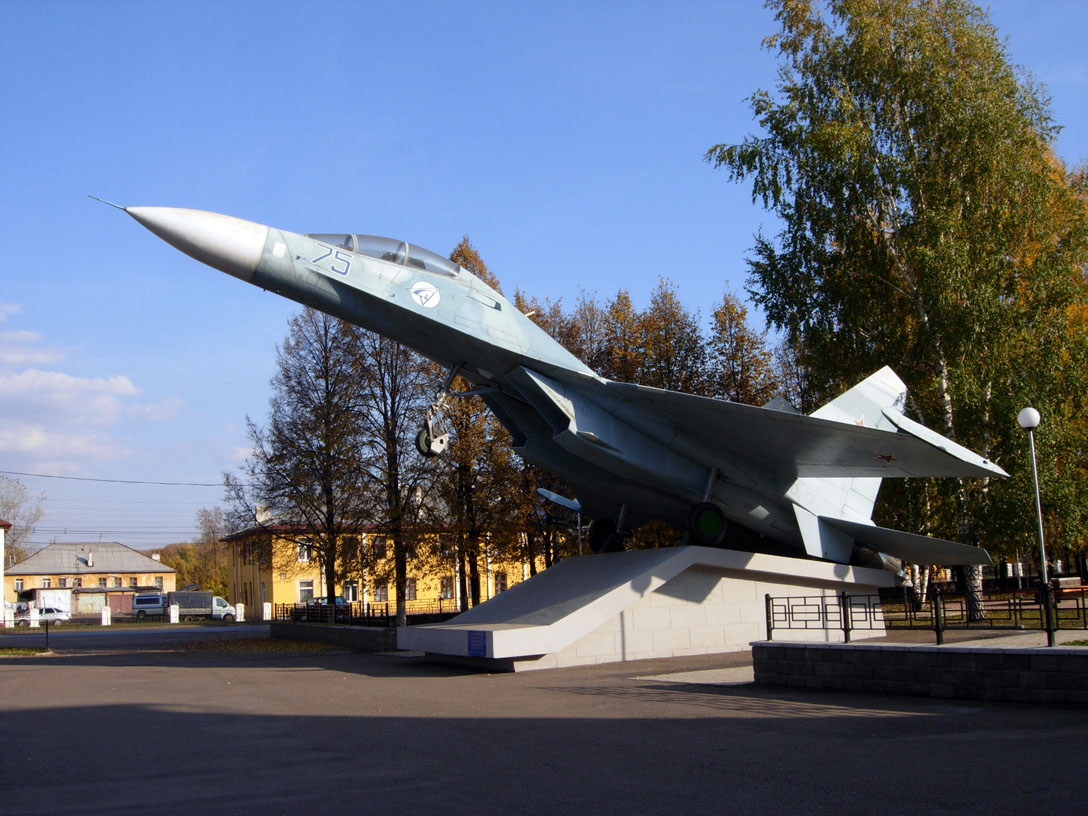
Истребитель Су-27 перед заводом Уфимского моторостроительного производственного объединения

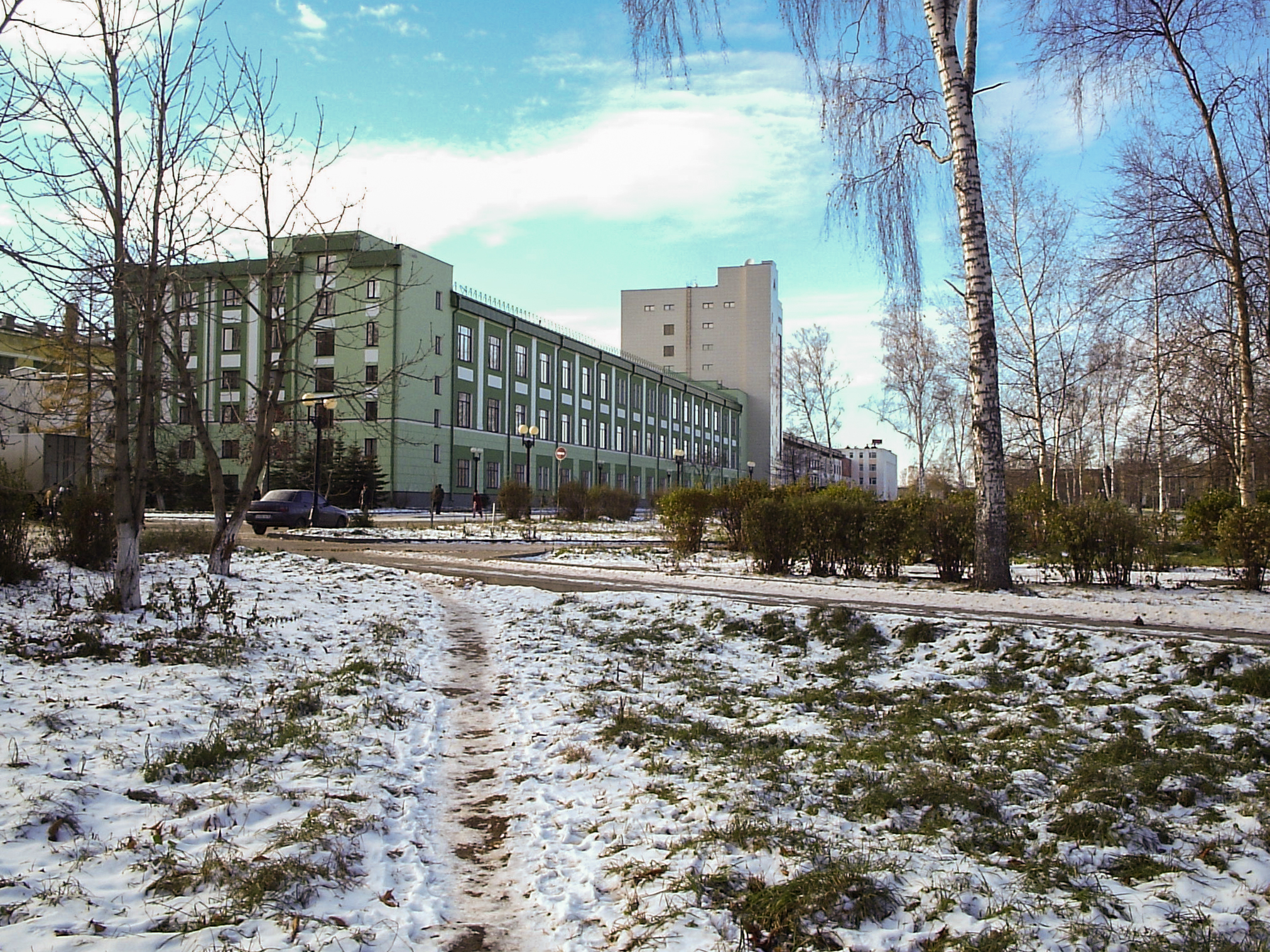
Здание НПО «Сатурн»

В 2007 году объём реализации ОПК России составил 18,6 млрд $, из них 11,6 млрд $ приходилось на государственный заказ, 7 млрд $ — на экспорт. С 2000 по 2007 годы объём реализации российского ОПК увеличился в 3,7 раза, в том числе госзаказ — в 6,4 раза, экспорт — в 2,2 раза.
Доля России на мировом рынке вооружений составляет 23 % и уступает только доле США (32 %).
В 2009 году Россия имела военно-техническое сотрудничество более чем с 80 государствами мира и осуществляла поставки продукции военного назначения в 62 страны, а объём российского экспорта продукции военного назначения в 2009 году превысил 260 миллиардов рублей (8,8 млрд долларов). Согласно данным СИПРИ, доля поставкок боевых самолётов в период 2005—2009 гг. составила для России 40 % от общего объёма экспорта, согласно данным Рособоронэкспорта, эта доля составляет примерно 50 % от объёма всех продаж российских вооружений.
РФ имеет многомиллиардные контракты на поставку вооружений и продукции двойного назначения с Индией, Венесуэлой, Китаем, Вьетнамом, Алжиром,
Кувейтом, Грецией, Ираном, Бразилией, Сирией, Малайзией, Индонезией.
В апреле 2010 года представитель концерна ПВО «Алмаз Антей» сообщил, что Россия выполнила контракт на поставку в Китай 15 дивизионов ЗРК С-300 «Фаворит».
Российские предприятия ВПК: Ижевский машиностроительный завод, Мотовилихинские заводы, Нижегородский машиностроительный завод, Воткинский завод и другие.
| Компания                                                          | Выручка от реализации, млн руб. | Год отчётности |
| ----------------------------------------------------------------- | ------------------------------- | -------------- |
| ОАО «Концерн ПВО „Алмаз-Антей“»; в том числе:                     | 127432                          | 2011           |
| ОКБ «Новатор»                                                     | 8538,1                          | 2009           |
| Объединённая авиастроительная корпорация"; в том числе:           | 114 000                         | 2009           |
| ОАО «АХК „Сухой“»                                                 | 49 100                          | 2009           |
| ПАО «Яковлев»                                                     | 36 806,7                        | 2009           |
| АО "РСК «МиГ»                                                     | 56 000                          | 2015           |
| ОАО «Объединённая двигателестроительная корпорация»; в том числе: | 72 347                          | 2009           |
| ОАО «Уфимское моторостроительное ПО»                              | 20 014                          | 2009           |
| ОАО «НПО Сатурн»                                                  | 15 779                          | 2007           |
| ОАО «Вертолёты России»                                            | 57 674,1                        | 2009           |
| ОАО НПК «Уралвагонзавод им. Дзержинского»                         | 36 272,4                        | 2009           |
| ОАО «Корпорация „Тактическое ракетное вооружение“»                | 31 367,5                        | 2009           |
| ОАО ПО «Севмашпредприятие»                                        | 21 160,8                        | 2009           |
| ОАО «Корпорация „Аэрокосмическое оборудование“»                   | 20 966                          | 2007           |
| ФГУП «ММПП Салют»                                                 | 16 513,2                        | 2009           |
| ФГУП «КБ приборостроения»                                         | 12 680                          | 2007           |
| ПАО СЗ «Северная верфь»                                           | 10 719,5                        | 2009           |
| Группа «Мотовилихинские заводы»                                   | 8200                            | 2009           |
| ОАО «Курганский машиностроительный завод»                         | 4855                            | 2009           |
| ОАО "ПО «УОМЗ»                                                    | 3828,5                          | 2009           |

### Судостроение

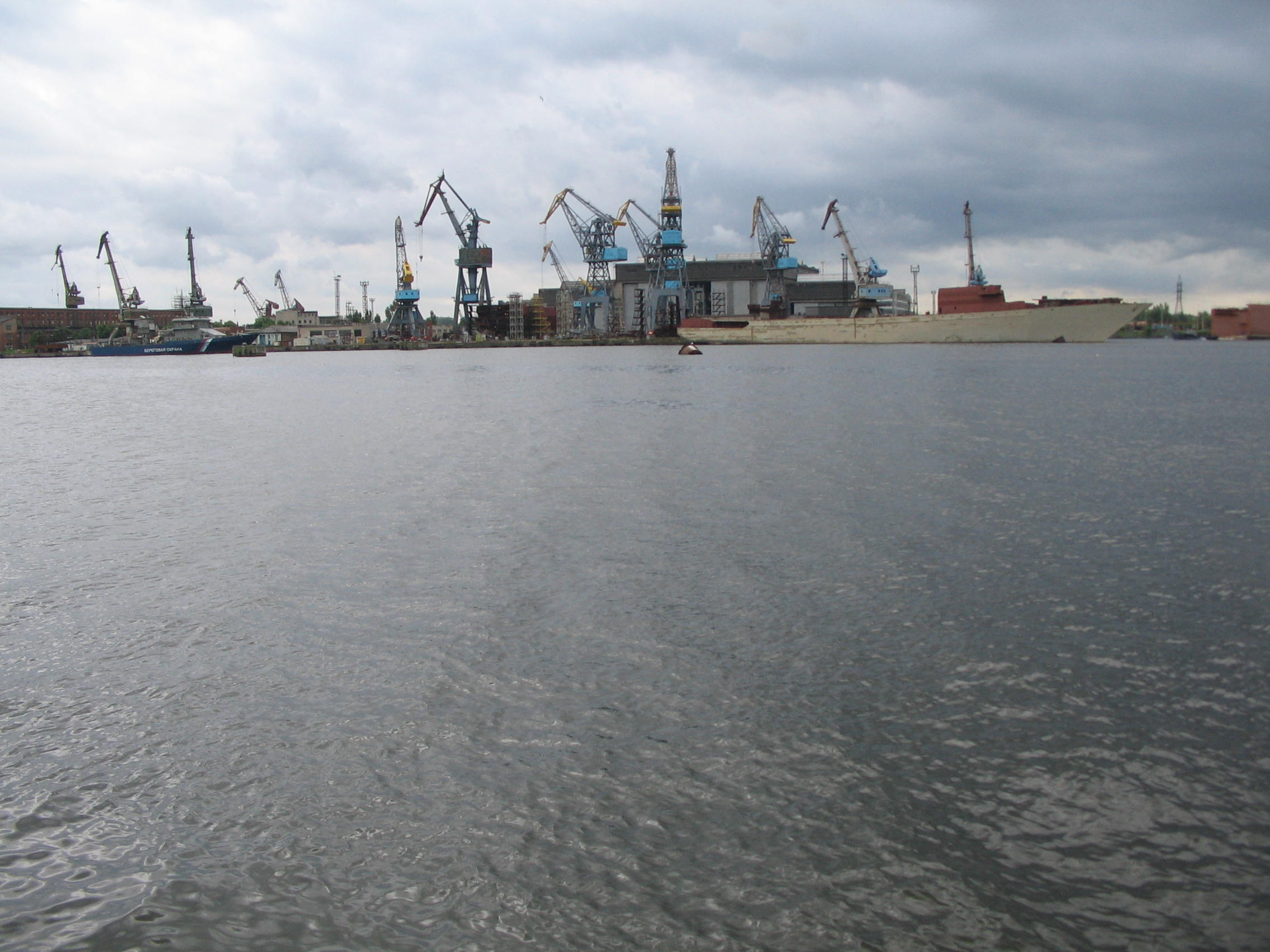
Калининградский судостроительный завод «Янтарь»

Судостроительная промышленность России традиционно является одной из наиболее технологически развитых отраслей экономики. Российские верфи имеют опыт строительства судов практически любого класса, типа и тоннажа. В отрасли имеются крупнейшие производители силовых систем и систем автоматизации. Научный потенциал научно-исследовательских и проектных институтов, лабораторий отраслевого и академического направления позволяет не только выполнять уникальные заказы по проектированию судов, но и разрабатывать новые концептуальные направления в судостроении.
В России существует более 1000 предприятий, занятых в судостроении, судоремонте, производстве двигательного, гидроакустического, навигационного, вспомогательного, палубного и других видов оборудования, материалов и комплектующих для судов, а также осуществляющих научную деятельность в области кораблестроения и морской техники.
По другим оценкам, в России насчитывается около 4000 предприятий и организаций, которые в той или иной степени обеспечивают производство продукции и услуг в области создания техники для изучения континентального шельфа, а также хозяйственной и военной деятельности на внутренних морях и в международных водах.
Крупнейшими центрами российского судостроения являются Санкт-Петербург, Северодвинск, Нижний Новгород, Калининградская область.
В соответствии с указом президента РФ, подписанным в марте 2007 года, создана Объединённая судостроительная корпорация, основным полем деятельности которой рассматривается развитие гражданского судостроения. Объединённая судостроительная корпорация консолидировала 19 существующих крупных судостроительных и судоремонтных предприятий.
В 1995—2005 годах на российских судостроительных предприятиях размещалось 4 % объёма российских заказов судов. К 2007 году этот показатель повысился до 6 %, в 2008 году составил 8 %. В 2008 году объём продаж в российском судостроении составил 150 млрд рублей.
Объём производства в российском судостроении за 11 месяцев 2009 года увеличился на 50 %. В новый 2010 год российское судостроение вошло с ростом в 62 %.

### Автомобильная промышленность

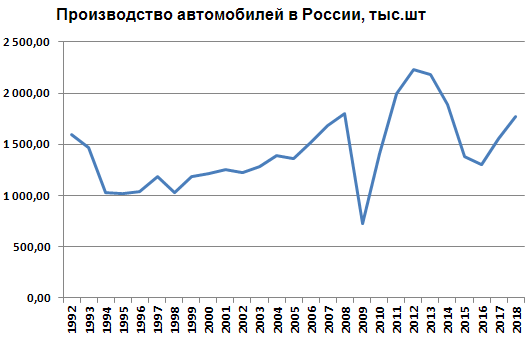
Производство автомобилей в Российской Федерации

Крупнейшие российские предприятия автомобильной промышленности:
- АвтоВАЗ — крупнейший производитель легковых автомобилей в Восточной Европе[57]
- КАМАЗ — находится на 11 месте в мире среди производителей тяжёлых грузовиков[58]
- Группа ГАЗ: (ООО «Павловский автобусный завод»(ПАЗ), ОАО «Голицынский автобусный завод» (ГолАЗ), ОАО «Саранский завод автосамосвалов», ОАО «Автодизель» (Ярославский моторный завод), ООО «Ликинский автобусный завод»(ЛиАЗ), ООО «КАВЗ», ОАО «Автомобильный завод Урал», ОАО «Челябинские строительно-дорожные машины», ОАО «Заволжский завод гусеничных тягачей», ОАО «Арзамасский машиностроительный завод», ОАО «Ульяновский моторный завод», ООО «Канашский автоагрегатный завод»)
- Соллерс

По итогам 2008 года в России было произведено 1,471 млн легковых автомобилей и 256 тыс. грузовых автомобилей. В том же году из России было экспортировано 132 тыс. легковых и 45 тыс. грузовых автомобилей на общую сумму 1,7 млрд долларов.
В период с 2000 по 2010 годы в РФ было открыто несколько десятков автомобильных заводов, выпускающих автомобили под марками известных производителей, среди которых Volkswagen, Skoda, BMW, Ford, Renault, Toyota, Chevrolet, Автомобильный альянс Peugeot-Citroen-Mitsubishi, Nissan, Opel, Kia, Volvo Truck и некоторые другие. Мощности заводов рассчитаны на производство, начиная от крупноузловой до мелкоузловой сборки, включая Completely Knocked Down (CKD) сборку с высокой степенью локализации производства, со сваркой и окраской кузовов, и агрегатов. Открытие новых заводов продолжается.
В ноябре 2009 года Renault-Nissan и ОАО «АВТОВАЗ» подписали соглашение по основным условиям реструктуризации российского автопроизводителя. Компания Renault-Nissan будет использовать производственные мощности АВТОВАЗа для удовлетворения потребности российского рынка. Протокол о сотрудничестве по рекапитализации АВТОВАЗа предусматривает финансовую помощь правительства РФ в обмен на предоставление компанией Renault своих технологий АВТОВАЗу. После визита главы Renault-Nissan президент АвтоВАЗа на своём выступлении на 11-й научной конференции ГУ-ВШЭ указал, что, помимо прочего, завод может пользоваться технологиями альянса и сможет иметь доступ технической библиотеке концерна.
В феврале 2010 российский «Соллерс» и итальянский FIAT подписали меморандум о создании в России глобального альянса по производству пассажирских автомобилей и внедорожников. Общие инвестиции в проект — 2,4 млрд евро. Российское правительство готово оказать финансовую поддержку, если степень локализации производства составит 50 %. Согласно планам, к 2016 году СП планирует выпускать до 500 тыс. автомобилей в год, как минимум каждый десятый должен идти на экспорт. За четыре года «Соллерс» уже инвестировал в развитие производства FIAT в России 600 млн долларов.
В начале 2010 года Два российских автогиганта — ОАО «АвтоВАЗ» и SOLLERS (ОАО «Соллерс») — подписали соглашение о стратегическом сотрудничестве по развитию конкурентоспособной компонентной базы поставщиков Рынки отреагировали на сообщение о партнёрстве АвтоВАЗа и SOLLERS существенным ростом котировок.
При рассмотрении стратегии развития российского автопрома, Правительством РФ в марте 2010 будет рассмотрен вопрос о принципах сотрудничества с иностранными компаниями. Одним из основных принципов работы будет расширение локализации производства в России.
Немецкий автомобильный концерн Daimler AG приобрёл 10 % акций российского производителя грузовиков ОАО «КАМАЗ». Соответствующее соглашение о стратегическом партнёрстве в 2009 году подписали Daimler, ГК «Ростехнологии», «Тройка-Диалог» и ОАО «КАМАЗ». Согласно подписанному соглашению о партнёрстве, КАМАЗ и Daimler намерены сотрудничать в сфере совместных проектов и обмена технологиями.
В марте 2010 года концерн Daimler завершил сделку по увеличению доли в КАМАЗе с 10 % до 11 %.
Председатель совета директоров КАМАЗа Сергей Чемезов также отметил, что к 2018 г. немецкая компания может довести свою долю в ОАО «КАМАЗ» до контрольной.
По сообщению глава Счётной палаты Сергея Степашина, Белорусские МАЗ и БелАЗ могут объединиться с КамАЗом в единый холдинг под началом «Ростехнологий».
По сообщению РБК, Министерство промышленности и торговли РФ оценивает совокупные затраты по стратегии развития автомобильной промышленности РФ до 2020 г. в размере 1,2-1,8 трлн руб. Из указанной выше суммы на развитие автопрома около 630 млрд руб. придётся на долю российских игроков рынка. В частности, 330 млрд руб. будет направлено на проекты модернизации производства, 100 млрд руб. планируется направить на научно-исследовательские и опытно-конструкторские работы (в том числе на разработку новых моделей — 24 млрд руб.), а 190 млрд руб. вложить в развитие компонентной базы.

### Авиакосмическая промышленность
Стратегия развития авиационной промышленности РФ на период до 2015 года

Производство гражданских вертолётов в России в 1997—2009 годах, штук

Активы российского авиастроения сконцентрированы в двух профильных интегрированных структурах: Объединённая авиастроительная корпорация (в неё входят крупнейшие самолётостроительные предприятия) и Оборонпром (в неё входят крупнейшие вертолётостроительные и двигателестроительные предприятия). Эти компании включают в себя 214 предприятий и организаций, в том числе 103 — промышленные, 102 — НИИ и ОКБ. Общая численность занятых в российской авиационной промышленности — более 411 тыс. человек. Крупнейшими научными центрами авиастроения являются: ВИАМ, ЦИАМ, ЦАГИ, ЛИИ, ГосНИИАС, ОНПО «Технология».
По объёму выпускаемой продукции военного самолётостроения Россия находится на 2-м месте в мире, вертолётостроения — на 3-м месте в мире (6 % мирового рынка вертолётов).
В 2010 году объём выручки российских предприятий авиапрома составил более 504 млрд рублей, из которых 31 % — доля самолётостроения, 18 % — вертолётостроения, 24 % — двигателестроения, 8 % — агрегатостроения, 11 % — приборостроения, 8 % — производства спецтехники. За этот год в России было выпущено более 100 военных самолётов.
После саммита БРИК в апреле 2010 года стало известно, что ведутся переговоры с бразильской аэрокосмической корпорацией Embraer о совместной разработке и производстве самолёта для российской региональной авиации. Вероятно, речь идёт о использовании мощностей Казанского авиационного завода.
Существуют оценки, согласно которым, в случае объединения российского и украинского авиапрома самолётостроители двух стран способны образовать третий по значимости — после США и Западной Европы — центр мирового авиастроения. В апреле 2010 года ОАК и украинская государственная компания «Антонов» договорились о создании компании, координирующей совместное производство самолётов Ан-124, производство самолётов Ан-148, Ан-70 и Ан-140. Предполагается также, что ОАК получит контроль над «Антоновым» в обмен на пакет акций ОАК.
В структуру Роскосмоса, по данным официального сайта агентства, входит 66 предприятий.
Крупнейшие предприятия космической промышленности:
- ОАО «РКК „Энергия“ им. С. П. Королёва»,
- ГКНПЦ им. М. В. Хруничева,
- ЦСКБ-Прогресс,
- Научно-производственная корпорация «Системы прецизионного приборостроения»
- НПО машиностроения
- ОАО «НПО Энергомаш имени академика В. П. Глушко»
- ОАО «Государственный ракетный центр имени академика В. П. Макеева» (ОАО «ГРЦ Макеева»)
- Научно-производственное объединение им. С. А. Лавочкина.

По данным на 2006 год за Россией было примерно 11 % мирового рынка космических услуг. Согласно Государственной стратегии развития ракетно-космической промышленности, к 2015 году доля продукции ракетно-космической промышленности на мировом рынке производства ракетно-космической техники к 2015 году должна достигнуть 15 %.
По интенсивности космической деятельности (по количеству запущенных космических кораблей и количеству запущенных космических аппаратов) Россия занимает лидирующие позиции на протяжении последних нескольких лет.
По объёму финансирования гражданской космической деятельности по данным последних лет Россия занимает шестое место в мире.
В настоящее время агентством Роскосмос заключены межправительственные соглашения о сотрудничестве в космической деятельности с 19 странами; среди них — США, Япония, Индия, Бразилия, Швеция, Аргентина и страны, входящие в Европейское космическое агентство (ЕКА)
В марте 2010 года Франция заказала у России 14 ракет-носителей «Союз» на 1 млрд долларов США.
См. также Международный авиационно-космический салон (МАКС).

### Сельскохозяйственное машиностроение
Российские предприятия сельскохозяйственного машиностроения:
- Белинсксельмаш
- Брянсксельмаш
- Воронежсельмаш
- Грязинский культиваторный завод
- «Кировский завод»
- Миллеровосельмаш
- Петербургский тракторный завод
- Ростсельмаш — один из лидеров мирового сельскохозяйственного машиностроения[87]. На его долю приходится 54,9 % российского рынка сельскохозяйственной техники и 17 % мирового рынка этой техники.
- «Сибсельмаш-Спецтехника»
- Челябинский тракторный завод
- Чебоксарский агрегатный завод

В 2008 году в России было произведено 11,2 тыс. тракторов на колёсном ходу, 8 тыс. зерноуборочных комбайнов, 803 кормоуборочных комбайна.
В октябре 2022 года глава Минпромторга Денис Мантуров сообщил о том, что объём произведённой в России сельхозтехники вырастет на 5 % по сравнению с предыдущим годом. В денежном выражении это увеличение составит с 218 млрд рублей до 229 млрд рублей. По словам Мантурова, по отдельным позициям на отечественных производителей сельхозтехники приходится до 90 % рынка сельхозтехники. Также он отметил продолжающийся процесс локализации в данном сегменте и возможность его обеспечения за счёт замены западных компаний партнёрами из других стран. По словам Мантурова, предприятия в России находят решения для устранения трудностей с обслуживанием зарубежной сельхозтехники. Например «Рубцовский завод запасных частей» организовал на своей площадке организовал производство запчастей для импортной техники.

### Железнодорожное машиностроение
Российские предприятия железнодорожного машиностроения: Тверской вагоностроительный завод, Уралвагонзавод, Вагоностроительная компания Мордовии, Вагонмаш, Калининградский вагоностроительный завод, Торжокский вагоностроительный завод.
В 2008 году в России было произведено 49 секций магистральных тепловозов, 259 магистральных электровозов, 2,1 тыс. магистральных пассажирских вагонов, 42,7 тыс. магистральных грузовых вагонов.
Ряд российских вагоностроительных предприятий ведёт активное сотрудничество в совместном производстве и разработке оборудования для железнодорожной отрасли с рядом зарубежных компаний, среди которых Alstom, Siemens, Starfire Engineering&Technologies, Nippon Sharyo Ltd, American Railcar Industries и Amsted Rail.

### Двигателестроение
Объединённая двигателестроительная корпорация консолидирует более 80 % активов в сфере российского двигателестроения.

### Электротехника

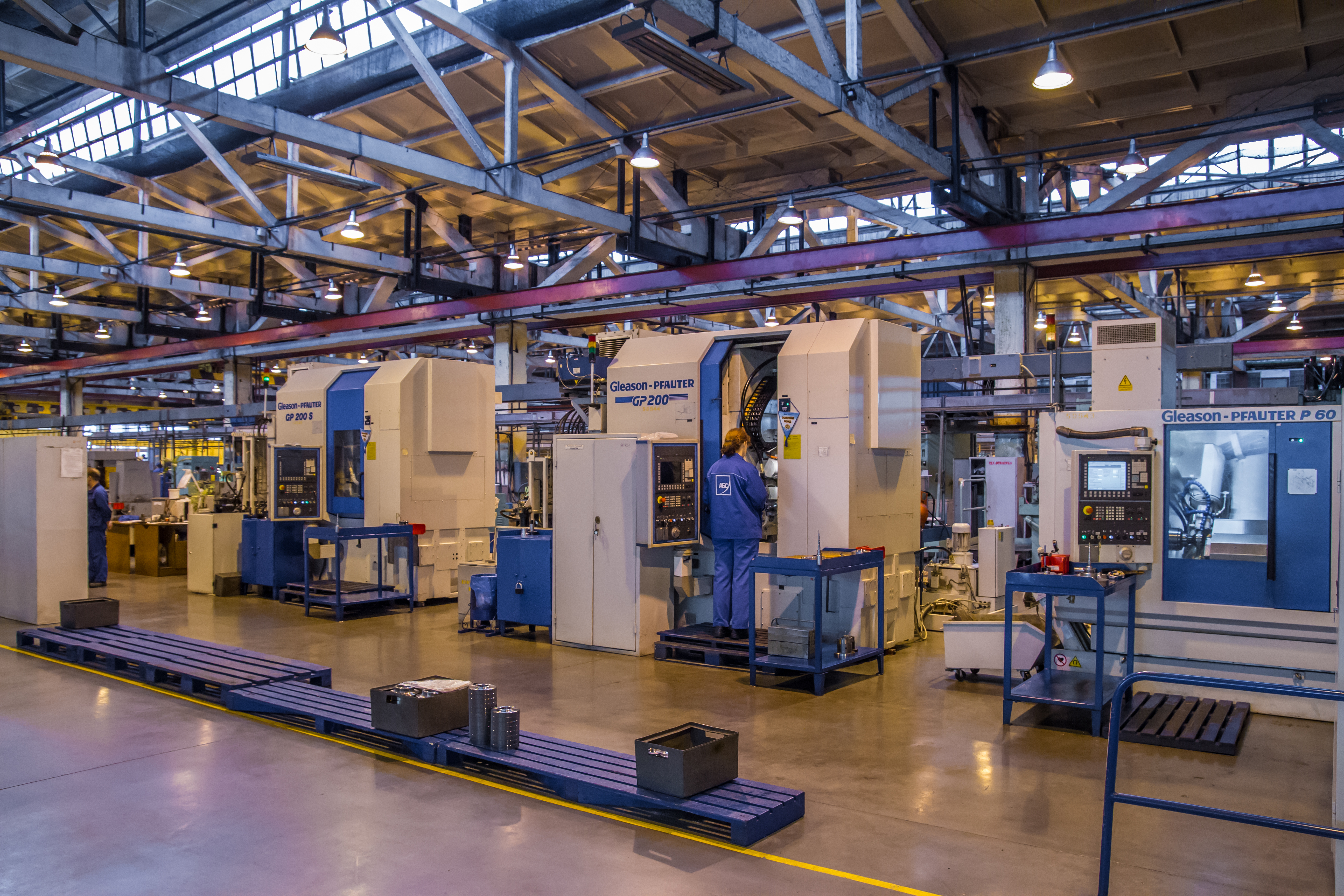
Механосборочный цех ОАО «АБС ЗЭиМ Автоматизация», Чебоксары

См. Электротехника

### Оптико-механическая промышленность
Компания ЛОМО — крупнейший российский производитель оптико-механических и оптико-электронных приборов.

### Атомная промышленность

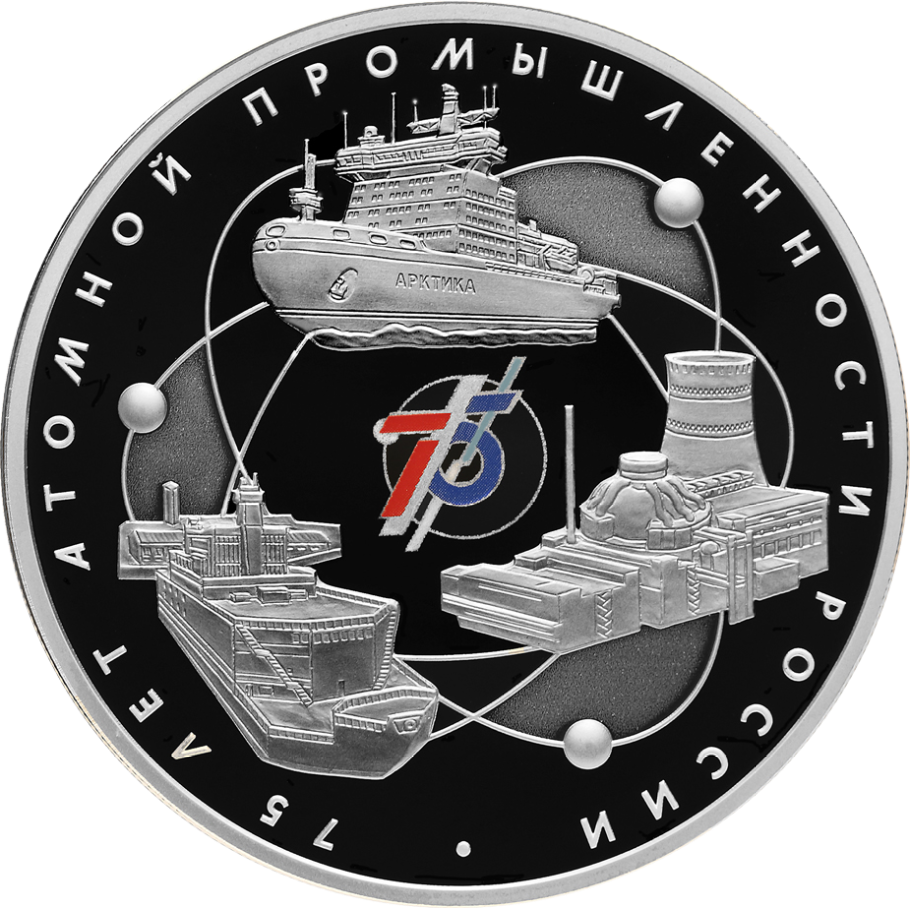
Атомный ледокол «Арктика», плавучая АЭС «Академик Ломоносов» и Нововоронежская АЭС на серебряной монете Банка России 2020 года «75 лет атомной промышленности России»

Атомная промышленность России насчитывает более чем 250 предприятий и организаций, в которых занято свыше 190 тыс. человек.
Предприятия:
- Атоммаш (г. Волгодонск)

Россия активно экспортирует услуги по строительству и обслуживанию ядерных энергоблоков, поставкам топлива и расщепляющихся материалов. На март 2019 года Россия ввела в строй 7 энергоблоков в Иране, Китае и Индии. Ещё 7 энергоблоков строится в Белоруссии, Индии, Бангладеш и Турции.
На начало 2010 года за Россией было 16 % на рынке услуг по строительству и эксплуатации АЭС в мире, эта доля может увеличиться до 25 %;
по данным на март 2010 года, Росатом строит 10 атомных энергоблоков в России и 5 за рубежом.
| Государство | Энергоблок   | Тип реактора   | Начало строительства         | Подключение к сети | Ввод в эксплуатацию |
| ----------- | ------------ | -------------- | ---------------------------- | ------------------ | ------------------- |
| Иран        | Бушер-1      | ВВЭР-1000/446  | 01.05.1975 Достройка 01.1995 | 03.09.2011         | 28.06.2013          |
| Китай       | Тяньвань-1   | ВВЭР-1000/428  | 20.10.1999                   | 12.05.2006         | 17.05.2007          |
| Китай       | Тяньвань-2   | ВВЭР-1000/428  | 20.10.2000                   | 14.05.2007         | 16.08.2007          |
| Китай       | Тяньвань-3   | ВВЭР-1000/428М | 27.12.2012                   | 30.12.2017         | 06.03.2018          |
| Китай       | Тяньвань-4   | ВВЭР-1000/428М | 27.09.2013                   | 27.10.2018         | 22.12.2018          |
| Индия       | Куданкулам-1 | ВВЭР-1000/412  | 30.03.2002                   | 22.10.2013         | 07.06.2014          |
| Индия       | Куданкулам-2 | ВВЭР-1000/412  | 04.07.2002                   | 29.08.2016         | 15.10.2016          |
| Белоруссия  | Белоруссия-1 | ВВЭР-1200/491  | 06.11.2013                   | 03.11.2020         | 02.06.2021          |

| Государство | Энергоблок   | Тип реактора  | Начало строительства | Подключение к сети | Ввод в эксплуатацию |
| ----------- | ------------ | ------------- | -------------------- | ------------------ | ------------------- |
| Белоруссия  | Белоруссия-2 | ВВЭР-1200/491 | 03.06.2014           |                    | 2022 (план)         |
| Индия       | Куданкулам-3 | ВВЭР-1000/412 | 29.06.2017           |                    | 2023 (план)         |
| Индия       | Куданкулам-4 | ВВЭР-1000/412 | 23.10.2017           |                    | 2024 (план)         |
| Индия       | Куданкулам-5 | ВВЭР-1000     | 29.06.2021           |                    |                     |
| Индия       | Куданкулам-6 | ВВЭР-1000     | 20.12.2021           |                    |                     |
| Бангладеш   | Руппур-1     | ВВЭР-1200/523 | 30.11.2017           |                    | 2023 (план)         |
| Бангладеш   | Руппур-2     | ВВЭР-1200/523 | 14.07.2018           |                    | 2024 (план)         |
| Турция      | Аккую-1      | ВВЭР-1200/509 | 03.04.2018           |                    | 2023 (план)         |
| Турция      | Аккую-2      | ВВЭР-1200/509 | 26.06.2020           |                    | 2024 (план)         |
| Турция      | Аккую-3      | ВВЭР-1200/509 | 10.03.2021           |                    | 2025 (план)         |
| Иран        | Бушер-2      | ВВЭР-1000/528 | 27.09.2019           |                    | 2026 (план)         |
| Китай       | Тяньвань-7   | ВВЭР-1200/491 | 19.05.2021           |                    | 2028 (план)         |
| Китай       | Тяньвань-8   | ВВЭР-1200/491 | 19.05.2021           |                    | 2028 (план)         |
| Китай       | Сюйдапу-3    | ВВЭР-1200/491 | 19.05.2021           |                    | 2028 (план)         |
| Китай       | Сюйдапу-4    | ВВЭР-1200/491 | 19.05.2021           |                    | 2028 (план)         |

| Государство | Энергоблок   | Тип реактора  | Начало строительства | Подключение к сети | Ввод в эксплуатацию |
| ----------- | ------------ | ------------- | -------------------- | ------------------ | ------------------- |
| Иран        | Бушер-3      | ВВЭР-1000/528 | 2022 (план)          |                    | 2027 (план)         |
| Египет      | Эль Дабаа-1  | ВВЭР-1200     | 2022 (план)          |                    | 2029 (план)         |
| Египет      | Эль Дабаа-2  | ВВЭР-1200     | 2023 (план)          |                    | 2030 (план)         |
| Египет      | Эль Дабаа-3  | ВВЭР-1200     | 2024 (план)          |                    | 2031 (план)         |
| Египет      | Эль Дабаа-4  | ВВЭР-1200     | 2025 (план)          |                    | 2032 (план)         |
| Венгрия     | Пакш-5       | ВВЭР-1200/527 | 2021 (план)          |                    |                     |
| Венгрия     | Пакш-6       | ВВЭР-1200/527 |                      |                    |                     |
| Финляндия   | Ханхикиви-1  | ВВЭР-1200     | 2021 (план)          |                    | 2028 (план)         |
| Турция      | Аккую-4      | ВВЭР-1200/509 | 2021 (план)          |                    | 2026 (план)         |
| Узбекистан  | Энергоблок-1 | ВВЭР-1200     | 2021 (план)          |                    | 2028 (план)         |
| Узбекистан  | Энергоблок-2 | ВВЭР-1200     | 2022 (план)          |                    | 2029 (план)         |

Также, согласно публичному отчёту Росатома за 2017 год (стр. 29), портфель заказов включает ещё 6 энергоблоков в Иране и 2 энергоблока в Нигерии.
Достройка двух блоков АЭС «Белене» в Болгарии отменена в 2012 году. В 2016 году был отменён проект строительства станции Ниньтхуан во Вьетнаме, в 2018 году отменён проект строительства АЭС в Иордании.
В настоящее время Росатому принадлежит 40 % мирового рынка услуг по обогащению урана и 17 % рынка по поставке ядерного топлива для АЭС. Россия имеет крупные комплексные контракты в области атомной энергетики с Бангладеш, Белоруссией, Индией, Ираном, Китаем, Турцией, Финляндией, ЮАР и с рядом стран Восточной Европы. Вероятны комплексные контракты в проектировании, строительстве атомных энергоблоков, а также в поставках топлива с Аргентиной, Казахстаном, Нигерией и Узбекистаном. Ведутся переговоры о совместных проектах по разработке урановых месторождений с Монголией.

## Нефтеперерабатывающая промышленность

Динамика первичной переработки нефти в России в 1992—2008 годах, в млн тонн

За период экономических реформ 1990-х годов в нефтепереработке и нефтехимических отраслях произошло значительное сокращение объёма производства. Из-за резкого сокращения внутреннего потребления нефти при суммарных мощностях по первичной её переработке 296 млн тонн в год в 2000 году фактически было переработано 168,7 млн тонн, то есть загрузка нефтеперерабатывающих заводов упала до 49,8 %.
Это обусловило низкую глубину переработки нефти и низкое качество выпускавшихся нефтепродуктов. Глубина переработки нефти в 1999 году составила в среднем по России 67,4 %, и только на Омском НПЗ она достигла 81,5 %, приблизившись к стандартам западноевропейских стран и США. Однако существенное увеличение инвестиций в нефтепереработку дало свои плоды. Так, за 2006 год инвестиции выросли на 11,7 %, составив 40 млрд рублей. Глубина переработки нефти с 2005 по 2006 выросла с 67,6 до 71,3 %. По итогам 10 месяцев 2017 года глубина переработки нефти в среднем по России достигла 81,5 %, а на заводе ТАНЕКО достигла 98,2 %.
В 2008 году в России было произведено 36 млн тонн автомобильного бензина, 69 млн тонн дизельного топлива, 64 млн тонн топочного мазута.
Средняя начисленная заработная плата в производстве нефтепродуктов — 45 228 руб/мес (март 2010).

## Химическая промышленность

Динамика индекса химического производства в России в 1991—2009 годах, в процентах от уровня 1991 года

Динамика производства минеральных удобрений в России в 1992—2008 годах, в млн тонн

Доля химической промышленности в структуре ВВП России в 2006 году составляла около 6 %, в структуре экспорта — около 5 %, в отрасли было сосредоточено почти 7 % основных фондов промышленности.
В 2019 году, доля химической промышленности в ВВП РФ составляла уже 1,1 %, а доля выручки химического комплекса в общей выручке реального сектора — около 2,6 %.
Объём продукции в химическом производстве — 1,02 трлн рублей (2009 г.).
Инвестиции в основной капитал в химическом производстве — 140 млрд рублей (2008 г.).
В 2000—2008 гг. были введены в действие мощности по производству минеральных удобрений на 1,55 млн тонн (в пересчёте на 100 % питательных веществ), по производству серной кислоты — на 2,27 млн тонн, по производству лаков и красок — на 219 тыс. тонн.
Согласно Виктору Евтухову в 2019, за последние пять лет инвестиции в химическую отрасль составили 2 трлн руб., за 2018 — более 500 млрд руб., и каждый год происходит прирост. В 2018 г. прирост составил более 17 % по сравнению с 2017 г. В 2017 г. объём инвестиций в отрасль составил 430 млрд руб., в 2016 г. — 380,5 млрд руб.
В 2020 году в рамках реализации Стратегии развития химической и нефтехимической промышленности на период до 2030 года и Плана мероприятий по импортозамещению в отрасли химической промышленности планируется запустить 16 инвестиционных проектов с общим объёмом инвестиций более 14 млрд руб.
Химическая промышленность РФ объединяет более 1000 крупных и средних предприятий.
| Компания, штаб-квартира                      | Оборот, млрд. руб. (год) | Специализация             |
| -------------------------------------------- | ------------------------ | ------------------------- |
| Сибур Холдинг, Москва,                       | 531,3 (2019)             | Нефтехимия                |
| Еврохим, Москва                              | 459,3 (2019)             | Производство удобрений    |
| Салаватнефтеоргсинтез, Салават, Башкортостан | 246,7 (2019)             | Нефтехимия                |
| Нижнекамскнефтехим, Нижнекамск, Татарстан    | 174,1 (2019)             | Синтетические каучуки     |
| Акрон Великий Новгород                       | 115 (2019)               | Минеральные удобрения     |
| Казаньоргсинтез (Казань, Татарстан)          | 72,4 (2019, РСБУ)        | Полиэтилен, поликарбонаты |
| Уралкалий, Березники, Пермский край          | 2,8 (2019)               | Калийные удобрения        |

В 2009 году было экспортировано 3,1 млн тонн аммиака на сумму 626 млн долларов, 814 тыс. тонн метанола на сумму 156 млн долларов, 22 млн тонн минеральных удобрений на сумму 5,6 млрд долларов, 702 тыс. тонн синтетического каучука на сумму 1,2 млрд долларов.
Два самых крупных направления химической промышленности — производство полимеров и выпуск минеральных удобрений. По данным Росстата, производство пластмасс в России в первом квартале 2019 увеличилось на 3,1 % до 4,3 млн тонн, минудобрений — на 2 % до 12 млн тонн.
В 2024 г. ожидаемый экспорт химической промышленности должен составить 34 млрд долл. в год.
Средняя начисленная заработная плата в химическом производстве — 21 956 руб/мес (март 2010).

## Целлюлозно-бумажная промышленность
Объём продукции в производстве целлюлозы, древесной массы, бумаги, картона и изделий из них — 270 млрд рублей (2009 г.).
В 2000—2008 гг. были введены в действие мощности по производству бумаги на 455 тыс. тонн.
Предприятия целлюлозно-бумажной промышленности:
- Архангельский ЦБК, расположен в городе Новодвинск
- Братский ЦБК (г. Братск, Иркутская область)
- Байкальский ЦБК (г. Байкальск, Иркутская область)
- Вишерский ЦБК (Красновишерск, Пермский край)
- ЦБК «Волга» (г. Балахна, Нижегородская область)
- Выборгский ЦБК (Ленинградская область)
- Енисейский ЦБК (Красноярский край)
- Кондопожский ЦБК. Расположен в карельском городе Кондопога.
- Котласский ЦБК. Расположен в городе Коряжма Архангельской области. Принадлежит корпорации Илим Палп
- Неманский ЦБК (Калининградская область)
- Целлюлозный завод «Питкяранта». Расположен в карельском городе Питкяранта.
- Светогорский ЦБК (г. Светогорск, Ленинградская область)
- Сегежский ЦБК. Расположен в карельском городе Сегежа.
- Селенгинский ЦБК (республика Бурятия)
- Сокольский ЦБК (Вологодская область)
- Соломбальский ЦБК (г. Архангельск)
- Сыктывкарский ЛПК (Республика Коми)
- Сясьский ЦБК (г. Сясьстрой Ленинградская область)
- Усть-Илимский ЛПК (г. Усть-Илимск, Иркутская область)
- ЦБК Кама (г.Краснокамск)

## Лёгкая промышленность
В 2003 году доля лёгкой промышленности в общем объёме производства страны составляла 1,4 %.
Объём продукции в текстильном и швейном производстве — 143 млрд рублей (2009 г.).
Объём продукции в текстильном производстве — 78,2 млрд рублей (2009 г.).
Инвестиции в основной капитал в текстильном и швейном производстве — 9,1 млрд рублей (2008 г.).
Инвестиции в основной капитал в производстве кожи, изделий из кожи и производство обуви — 2,3 млрд рублей (2008 г.).
В 2000—2008 годах были введены в действие мощности по производству трикотажных изделий на 4,8 млн штук, по производству чулочно-носочных изделий — на 33,8 млн пар.
Предприятия лёгкой промышленности расположены практически во всех субъектах Российской Федерации. Регионы с наибольшей долей лёгкой промышленности представлены в таблице. Среди российских регионов особенно выделяется Ивановская область, в которой лёгкая промышленность является основной отраслью промышленности.
| Удельный вес лёгкой промышленности в общем объёме производства региона в 2003 году, % |              |
| Регион                                                                                | Удельный вес |
| Ивановская область                                                                    | 32,8         |
| Еврейская автономная область                                                          | 7,9          |
| Тверская область                                                                      | 6,8          |
| Чувашия                                                                               | 6,5          |
| Костромская область                                                                   | 5,8          |
| Рязанская область                                                                     | 5,5          |
| Владимирская область                                                                  | 5,2          |
| Псковская область                                                                     | 4,6          |
| Ростовская область                                                                    | 4,5          |
| Ульяновская область                                                                   | 4,2          |
| Кабардино-Балкария                                                                    | 4,0          |

Лёгкая промышленность России на 2005 год включала около 14 тысяч предприятий и организаций, из которых 1437 относились к крупным и средним. 70 % объёма производства приходится на 300 наиболее крупных предприятий. Общая численность занятых в отрасли составляла свыше 550 тыс. человек, из них 80 % — женщины. Доля продукции, производимой по заказам силовых структур, составляла около 11 % от общего объёма выпуска продукции лёгкой промышленности. В лёгкой промышленности функционируют 20 специализированных научно-исследовательских институтов.
Средняя начисленная заработная плата в текстильном и швейном производстве — 10 074 руб/мес (март 2010).
Средняя начисленная заработная плата в производстве кожи, изделий из кожи и производстве обуви — 10 616 руб/мес (март 2010).

### Текстильная промышленность
Текстильная промышленность России — отрасль народного хозяйства по производству пряжи и нитей, тканей и изделий из них на основе волокна растительного, животного и искусственного происхождения.
Текстильная промышленность России занимается изготовлением пряжи, нитей, тканей и изделий из них на основе волокон растительного, животного и искусственного происхождения. Ориентирована исключительно на внутренний спрос. С начала 1980-х находится в кризисе по причине острой конкуренции со стороны китайских и турецких производителей. При общем объёме 50 миллиардов (2004 г.) долларов США импорту принадлежит в нём 80 %. Это при том, что текстильный рынок отличается низким порогом входа и быстрой оборачиваемостью капитала. Дешёвый импорт делает этот рынок низкорентабельным (1,2 %) и провоцирует хронический кризис в отрасли. Чтобы выжить, российские фабрики объединились в холдинги.

### Фарфоро-фаянсовая промышленность
Фарфорово-фаянсовая промышленность России включает: Конаковский фаянсовый завод, Фарфоро — фаянсовый цех «Чайка»(переехал в г. Белореченск) — бывший Краснодарский фарфоро — фаянсовый завод, Дулёвский фарфоровый завод, Лефортовский фарфоровый завод, завод «Саракташский фаянс», Императорский фарфоровый завод, Корниловский фарфоровый завод, Дмитровский фарфоровый завод и другие.

## Пищевая промышленность

Динамика индекса производства пищевых продуктов и табака в России в 1991—2009 годах, в процентах от уровня 1991 года

Объём продукции в производстве пищевых продуктов и табака — 2,77 трлн рублей (2009 г.), в том числе в:
- производстве пищевых продуктов — 2,626 трлн рублей;
- производстве табачных изделий — 148 млрд рублей.

Инвестиции в основной капитал в производстве пищевых продуктов и табака — 194 млрд рублей (2008 г.).
В 2000—2008 годах были введены в действие мощности по производству мяса на 804 тонны в смену, по производству цельномолочной продукции — на 3,3 тыс. тонн в смену, по производству сыра твёрдых сортов (без плавленых) — на 103 тонны в смену, по производству сахара-песка — на 18 тыс. тонн переработки свёклы в сутки, по производству кондитерских изделий — на 425 тыс. тонн, по производству растительного масла — на 9,3 тыс. тонн переработки маслосемян в сутки методом экстракции, по производству хлебобулочных изделий — на 1,6 тыс. тонн в сутки.
Компания Балтика — крупнейший российский производитель пива, экспортирующий свою продукцию в 46 стран мира.
В России действуют около 80 табачных предприятий, на которых работает около 65 тыс. рабочих. Ведущие компании табачной промышленности: БАТ Россия (Москва), ЗАО Лиггетт-Дукат (Москва), ООО Петро (Санкт-Петербург), ООО Табачная фабрика Реемтсма-Волга (Волгоград).
В 2008 году в России было произведено 2,9 млн тонн мяса, 2,5 млн тонн колбасных изделий, 3,7 млн тонн пищевой рыбной продукции, 2,5 млн тонн растительного масла, 120 тыс. тонн чая, 50 млн декалитров виноградных вин, 1140 млн декалитров пива, 413 млн декалитров минеральных вод.
В 2009 году из России было экспортировано водки на сумму 121 млн долларов.
Доля пищевой промышленности в ВВП России — 1,68 % (2018 г.).
Средняя номинальная заработная плата в производстве пищевых продуктов — 31701 руб/мес (2018).

## Мебельная промышленность
В 2008 году в России было произведено 6,8 млн стульев и кресел, 470 тыс. диванов-кроватей, 5,6 млн столов, 6,0 млн шкафов, 1,4 млн деревянных кроватей.
Средняя номинальная заработная плата в производстве мебели — 22 636 руб/мес (2018).

## Микроэлектроникаи нанотехнологии

### Электронная промышленность
Электронная промышленность преимущественно представлена Холдингом «Росэлектроника». Холдинг был образован в 2009 году. В состав холдинга входит 121 предприятие электронной отрасли, которые специализируются на разработке и производстве изделий электронной техники, электронных материалов и оборудования для их изготовления, СВЧ-техники и полупроводниковых приборов, подсистем, комплексов и технических средств связи, а также автоматизированных и информационных систем. 100 % акций холдинга принадлежат госкорпорации «Ростех».
Генеральный директор холдинга «Росэлектроника» — Андрей Зверев.
В 2013 году объём государственного оборонного заказа, размещённого на предприятиях холдинга «Росэлектроника», вырос на 18 % по сравнению с 2012 годом. Общая сумма продукции, поставленной предприятиями холдинга в рамках государственного оборонного заказа, составила 24,3 млрд рублей. Сумма продукции, поставленной на экспорт — свыше 50 млн долларов.
Крупнейшим производителем светодиодов в России и Восточной Европе является компания «Оптоган», созданная при поддержке ГК «Роснано». Производственные мощности компании расположены в Санкт-Петербурге. «Оптоган» занимается как производством светодиодов, так и чипов и матриц, а также участвует во внедрении светодиодов для общего освещения. Также крупным предприятием по производству светодиодов и устройств на их основе можно назвать завод Samsung Electronics в Калужской области.

#### Микроэлектроника
В 2008 году темпы роста микроэлектроники в России были около 25 %, а в 2009 году — около 15 %, что превышало темпы роста других отраслей российской промышленности. В феврале 2010 года замминистра промышленности и торговли России Юрий Борисов заявил, что реализация стратегии правительства России в области микроэлектроники сократила технологическое отставание российских производителей от западных до 5 лет (до 2007 года это отставание оценивалось в 20-25 лет).
Российская группа предприятий «Ангстрем» и компания «Микрон» являются одними из крупнейших производителей интегральных схем в Восточной Европе. Около 20 % продукции «Микрона» экспортируется.
В октябре 2009 года была учреждена компания «СИТРОНИКС-Нано» для работы над проектом по созданию в России производства интегральных схем размером 90 нм. «Ситроникс-нано» достраивает фабрику по выпуску таких микрочипов, которая должна начать работать в 2011 г. Такие чипы можно использовать для выпуска sim-карт, цифровых телеприставок, приёмников «Глонасс» и др. Стоимость проекта составит 16,5 млрд рублей.
Существуют планы создания единого инновационного Центра для исследований и разработок, аналога «Кремниевой (силиконовой) долины» в США, характерной чертой которого является большая плотность высокотехнологичных компаний. Место будущего центра должно быть определено в ближайшем будущем. Помощник президента Аркадий Дворкович предостерёг от сравнения будущего инновационного центра с известным центром компьютерных технологий в США. По его словам, «прямое сравнение здесь не подходит», «в будущем российском центре не будет такого фокуса на одной области, в частности, компьютерных технологиях». В мае 2015 года был представлен первый коммерческий российский микропроцессор общего назначения Baikal-T1.

### Нанотехнологии
В 2007 году была создана Российская корпорация нанотехнологий, целью которой является реализация государственной политики в сфере нанотехнологий, развитие инновационной инфраструктуры в сфере нанотехнологий, реализации проектов создания перспективных нанотехнологий и наноиндустрии.
4 мая 2008 года правительством России была принята Программа развития наноиндустрии в Российской Федерации до 2015 года.
26 апреля 2010 года в Рыбинске открылся завод по производству монолитного твёрдосплавного инструмента с многослойным наноструктурированным покрытием. Это первое нанотехнологическое производство в России. «Российская корпорация нанотехнологий» потратила на финансирование этого проекта около 500 млн рублей. Глава российского научного центра «Курчатовский институт» Михаил Ковальчук заявил: «„Роснано“ в Рыбинском проекте сыграла очень важную роль в цепочке между научной организацией, финансирующим органом и конечным производством. Мы за бюджетные деньги создали интеллектуальную собственность, а затем с помощью „Роснано“ коммерциализовали её и легально продали производственникам лицензию на её использование. Таким образом, благодаря этой госкорпорации наша технология была превращена в коммерческий продукт.»
По состоянию на начало июня 2010 года наблюдательный совет Российской корпорации нанотехнологий одобрил финансирование 76 индустриальных проектов, которые реализуются в 27 российских регионах. Общий объём инвестиций в них составляет около 8 млрд $, в том числе, доля Роснано — около 3,5 млрд $. К середине мая 2010 года в Роснано поступило 1607 заявок на финансирование проектов в сфере наноиндустрии. Из них 920 заявок к этому времени было отвергнуто, 321 проект проходил научно-техническую и инвестиционную экспертизу, а 290 находились на рассмотрении научно-технического совета и совета по инвестиционной политике.

## Фармацевтическая промышленность
В 2000—2008 гг. были введены в действие мощности по производству готовых лекарственных средств на 6,75 млрд штук.
Российские предприятия фармацевтической промышленности:
- Фармстандарт — крупнейшая российская фармацевтическая компания (по данным за II квартал 2009 года). Выручка компании по МСФО в 2008 году составила 14,3 млрд руб., чистая прибыль — 3,5 млрд руб.;[165]
- Эвалар — один из крупнейших российских производителей биологически активных добавок;
- РИА Панда — один из ведущих производителей биологически активных добавок;
- Мосхимфармпрепараты им. Н. А. Семашко — старейшая российская фармацевтическая компания, крупный производитель фармацевтических препаратов
- Фармацевтическая фабрика «Уралбиофарм»[166] — старейшее предприятие на Урале по производству готовых лекарственных форм.
- ЦХЛС-ВНИХФИ
- Акрихин
- Верофарм
- Московский эндокринный завод
- Нижфарм
- Новосибхимфарм
- Щёлковский витаминный завод
- Ретиноиды (компания)

ОАО «Диод» является вторым по величине[уточнить] российским производителем биологически активных добавок.

## Промышленность строительных материалов
В 2000—2008 гг. были введены в действие мощности по производству цемента на 2,3 млн тонн, по производству линолеума — на 92 млн квадратных метров, по производству строительного кирпича — на 855 млн условных кирпичей, по производству керамической плитки — на 47 млн квадратных метров, по производству нерудных материалов — на 25 млн кубометров, по производству теплоизоляционных материалов — на 5,6 млн кубометров.

## Электроэнергетика

Динамика производства электроэнергии в России в 1992—2008 годах, в млрд кВт∙час

Динамика мощности всех электростанций в России в 1992—2008 годах, в млн кВт

На территории России функционируют объединённые энергетические системы Центра, Северо-Запада, Средней Волги, Юга, Урала, Сибири и Востока. Электроэнергию производят на тепловых, атомных и гидроэлектростанциях.
По итогам 2009 года в России было произведено 1,04 трлн квт*ч электроэнергии (4-е место в мире). В том же году из России было экспортировано 17,9 млрд квт*ч электроэнергии на сумму 789 млн долларов.
Структура выработки электроэнергии за 2013 год по типам электростанций такова: ТЭС − 60,8 %, ГЭС − 17,1 %, АЭС − 16,8 %, ЭС промышленных предприятий − 5,3 %.

### Гидроэнергетика
По состоянию на 2009 год в России имеется 15 действующих, достраиваемых и находящихся в замороженном строительстве гидравлических электростанций свыше 1000 МВт и более сотни гидроэлектростанций меньшей мощности.
| Наименование        | Мощность, ГВт | Среднегодовая выработка, млрд кВт·ч | Собственник                                  | География                    |
| ------------------- | ------------- | ----------------------------------- | -------------------------------------------- | ---------------------------- |
| Саяно-Шушенская ГЭС | 1,92 (6,40)   | (23,50)                             | ОАО РусГидро                                 | р. Енисей, г. Саяногорск     |
| Красноярская ГЭС    | 6,00          | 20,40                               | ОАО «Красноярская ГЭС»                       | р. Енисей, г. Дивногорск     |
| Братская ГЭС        | 4,52          | 22,60                               | ОАО Иркутскэнерго, РФФИ                      | р. Ангара, г. Братск         |
| Усть-Илимская ГЭС   | 3,84          | 21,70                               | ОАО Иркутскэнерго,РФФИ                       | р. Ангара, г. Усть-Илимск    |
| Богучанская ГЭС     | 3,00          | 17,60                               | ОАО «Богучанская ГЭС», ОАО РусГидро          | р. Ангара, г. Кодинск        |
| Волжская ГЭС        | 2,58          | 11,10                               | ОАО РусГидро                                 | р. Волга, г. Волжский        |
| Жигулёвская ГЭС     | 2,32          | 10,50                               | ОАО РусГидро                                 | р. Волга, г. Жигулёвск       |
| Бурейская ГЭС       | 2,01          | 7,10                                | ОАО РусГидро                                 | р. Бурея, пос. Талакан       |
| Чебоксарская ГЭС    | 1,40          | 2,21                                | ОАО РусГидро                                 | р. Волга, г. Новочебоксарск  |
| Саратовская ГЭС     | 1,27          | 5,35                                | ОАО РусГидро                                 | р. Волга, г. Балаково        |
| Зейская ГЭС         | 1,33          | 4,91                                | ОАО РусГидро                                 | р. Зея, г. Зея               |
| Нижнекамская ГЭС    | 1,25          | 1,80                                | ОАО «Генерирующая компания», ОАО «Татэнерго» | р. Кама, г. Набережные Челны |
| Загорская ГАЭС      | 1,20          | 1,95                                | ОАО РусГидро                                 | р. Кунья, пос. Богородское   |
| Воткинская ГЭС      | 1,02          | 2,60                                | ОАО РусГидро                                 | р. Кама, г. Чайковский       |
| Чиркейская ГЭС      | 1,00          | 2,47                                | ОАО РусГидро                                 | р. Сулак                     |

также: Приливная электростанция, Волновая электростанция

### Атомная энергетика
В наследство от атомной энергетики СССР Российской Федерации досталось 28 энергоблоков мощностью 20 ГВт. Ещё 4 энергоблока мощностью 4 ГВт, заложенные при СССР, были достроены после его распада. На март 2019 года — 6 энергоблоков мощностью 6 ГВт полностью построены в России, 4 в процессе постройки. Существует программа, предусматривающая строительство ещё 14 ГВт мощностей до 2030 года.
На март 2019 года два энергоблока выведены из эксплуатации в связи с исчерпанием ресурса.
В России осуществлена глубокая консолидация активов, связанных с проектированием, производством и эксплуатацией объектов атомной энергетики. Для управления этими активами создана Государственная корпорация по атомной энергии «Росатом».
В 2007 году российские АЭС выработали 159,79 млрд кВт·ч электроэнергии, что составило 15,7 % от общей выработки в стране. Свыше 4 % электроэнергии, производимой в европейской части России и на Урале, приходится на АЭС.
В 2009 году прирост производства урана составил 25 % в сравнении с 2008 годом.
После запуска энергоблока Волгодонской АЭС в 2010 году председатель правительства России В. Путин озвучил планы доведения атомной генерации в общем энергобалансе России с 16 % до 20-30 %.
Сейчас Росатому принадлежит 40 % мирового рынка услуг по обогащению урана и 17 % рынка по поставке ядерного топлива для АЭС. Россия имеет крупные комплексные контракты в области атомной энергетики с Индией, Бангладеш, Китаем, Вьетнамом, Ираном, Турцией и с рядом стран Восточной Европы. Вероятны комплексные контракты в проектировании, строительстве атомных энергоблоков, а также в поставках топлива с Аргентиной, Белоруссией, Нигерией, Казахстаном, Украиной. Ведутся переговоры о совместных проектах по разработке урановых месторождений с Монголией
В России существует большая национальная программа по развитию ядерной энергетики, включающей строительство 28 ядерных реакторов в ближайшие годы, в дополнение к 30, уже построенным в советский период. Так, ввод первого и второго энергоблоков Нововоронежской АЭС-2 должен состояться в 2013—2015гг.
Государственной корпорацией «Росатом» ведётся не имеющий аналогов в мире проект по созданию уникальных плавучих атомных электростанций малой мощности (ПАТЭС). Первая, «Академик Ломоносов», сдана в промышленную эксплуатацию 22 мая 2020 года.

### Ветроэнергетика
Технический потенциал ветровой энергии России оценивается более чем в 50 млрд кВт·ч/год.
Экономический потенциал составляет примерно 260 млрд кВт·ч/год, то есть около 30 % производства электроэнергии всеми электростанциями России.
По состоянию на июнь 2021 года в ЕЭС России эксплуатировались ветроэлектростанции общей мощностью 1378 МВт (0,56 % от общей установленной мощности энергосистемы), которые в 2020 году произвели 1384 млн кВт·ч электроэнергии (0,13 %).
Одна из самых больших ветроэлектростанций России (5,1 МВт) расположена в районе посёлка Куликово Зеленоградского района Калининградской области. Её среднегодовая выработка составляет около 6 млн кВт·ч.
На Чукотке действует Анадырская ВЭС мощностью 2,5 МВт (10 ветроагрегатов по 250 кВт) среднегодовой выработкой более 3 млн кВт·ч, параллельно станции установлен ДВС, вырабатывающий 30 % энергии установки.
Также крупные ветроэлектростанции расположены у деревни Тюпкильды Туймазинского района респ. Башкортостан (2,2 МВт).
В Калмыкии в 20 км от Элисты размещена площадка Калмыцкой ВЭС планировавшейся мощностью в 22 МВт и годовой выработкой 53 млн кВт·ч, на 2006 год на площадке установлена одна установка «Радуга» мощностью 1 МВт и выработкой от 3 до 5 млн кВт·ч.
В республике Коми вблизи Воркуты строится Заполярная ВДЭС мощностью 3 МВт. На 2006 действуют 6 установок по 250 кВт общей мощностью 1,5 МВт.
На острове Беринга Командорских островов действует ВЭС мощностью 1,2 МВт.
В 1996 году в Цимлянском районе Ростовской области установлена Маркинская ВЭС мощностью 0,3 МВт.
В Мурманске действует установка мощностью 0,2 МВт.
Успешным примером реализации возможностей ветряных установок в сложных климатических условиях является ветродизельная электростанция на мысе Сеть-Наволок Кольского полуострова мощностью до 0,1 МВт. В 17 километрах от неё в 2009 году начато обследование параметров будущей ВЭС работающей в комплексе с Кислогубской ПЭС.
Существуют проекты на разных стадиях проработки — Ленинградской ВЭС, 75 МВт, Ленинградская область, Ейской ВЭС, 72 МВт, Краснодарский край, Морской ВЭС, 30 МВт, Карелия, Приморской ВЭС, 30 МВт, Приморский край, Магаданской ВЭС, 30 МВт, Магаданская область, Чуйской ВЭС, 24 МВт, Республика Алтай, Усть-Камчатской ВДЭС, 16 МВт, Камчатская область, Новиковской ВДЭС, 10 МВт, Республика Коми, Дагестанской ВЭС, 6 МВт, Дагестан, Анапской ВЭС, 5 МВт, Краснодарский край, Новороссийской ВЭС, 5 МВт, Краснодарский край и Валаамской ВЭС, 4 МВт, Карелия.
Началось строительство «Морского ветропарка» в Калининградской области мощностью 50 МВт. В 2007 году этот проект был заморожен.
Как пример реализации потенциала территорий азовского моря можно указать Новоазовскую ВЭС, действующей на 2007 год, мощностью в 20,4 МВт, установленную на украинском побережье Таганрогского залива.
Реализуется «Программа развития ветроэнергетики РАО „ЕЭС России“». На первом этапе (2003—2005) начаты работы по созданию многофункциональных энергетических комплексов (МЭК) на базе ветрогенераторов и двигателей внутреннего сгорания. На втором этапе будет создан опытный образец МЭТ в посёлке Тикси — ветрогенераторы мощностью 3 МВт и двигатели внутреннего сгорания. В связи с ликвидацией РАО ЕЭС России все проекты, связанные с ветроэнергетикой, были переданы компании РусГидро.
В конце 2008 года РусГидро начала поиск перспективных площадок для строительства ветряных электростанций.
Предпринимались попытки серийного выпуска ветроэнергетических установок для индивидуальных потребителей, например водоподъёмный агрегат «Ромашка».

### Геотермальная энергетика
Все российские геотермальные электростанции расположены на Камчатке и Курилах, суммарный электропотенциал пароводных терм одной Камчатки оценивается в 1 ГВт рабочей электрической мощности. Российский потенциал реализован только в размере немногим более 80 МВт установленной мощности (2009) и около 450 млн кВт·ч годовой выработки (2009):
- Мутновское месторождение:
  - Верхне-Мутновская ГеоЭС установленной мощностью 12 МВт·э (2007) и выработкой 52,9 млн кВт·ч/год (2007) (81,4 в 2004),
  - Мутновская ГеоЭС установленной мощностью 50 МВт·э (2007) и выработкой 360,7 млн кВт·ч/год (2007) (на 2006 год ведётся строительство, увеличивающее мощность до 80 МВт·э и выработку до 577 млн кВт·ч)
- Паужетское гидротермальное месторождение возле вулканов Кошелева и Камбального — Паужетская ГеоТЭС мощностью 14,5 МВт·э (2004) и выработкой 59,5 млн кВт·ч (на 2006 год проводится реконструкция с увеличением мощности до 18 МВт·э).
- Месторождение на острове Итуруп (Курильские острова): Океанская ГеоТЭС установленной мощностью 2,5 МВт·э (2009). Существует проект мощностью 34,5 МВт и годовой выработкой 107 млн кВт·ч.
- Кунаширское месторождение (Курилы): Менделеевская ГеоТЭС мощностью 3,6 МВт·э (2009).

В Ставропольском крае на Каясулинском месторождении начато и приостановлено строительство дорогостоящей опытной Ставропольской ГеоТЭС мощностью 3 МВт.